# Jack-o'-lantern

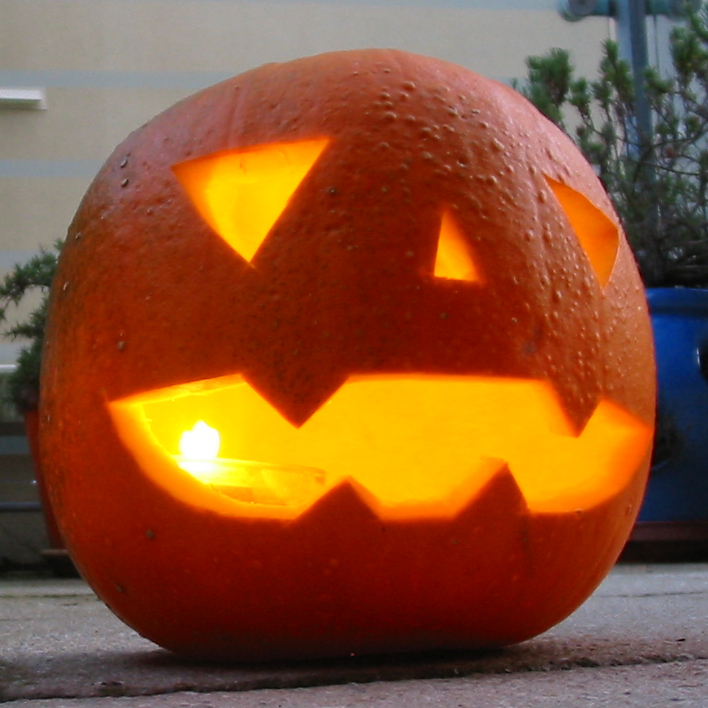
Una carbassa de Halloween estatunidenca tradicional, feta d'una carbassa i il·luminada des de dins per una espelma.

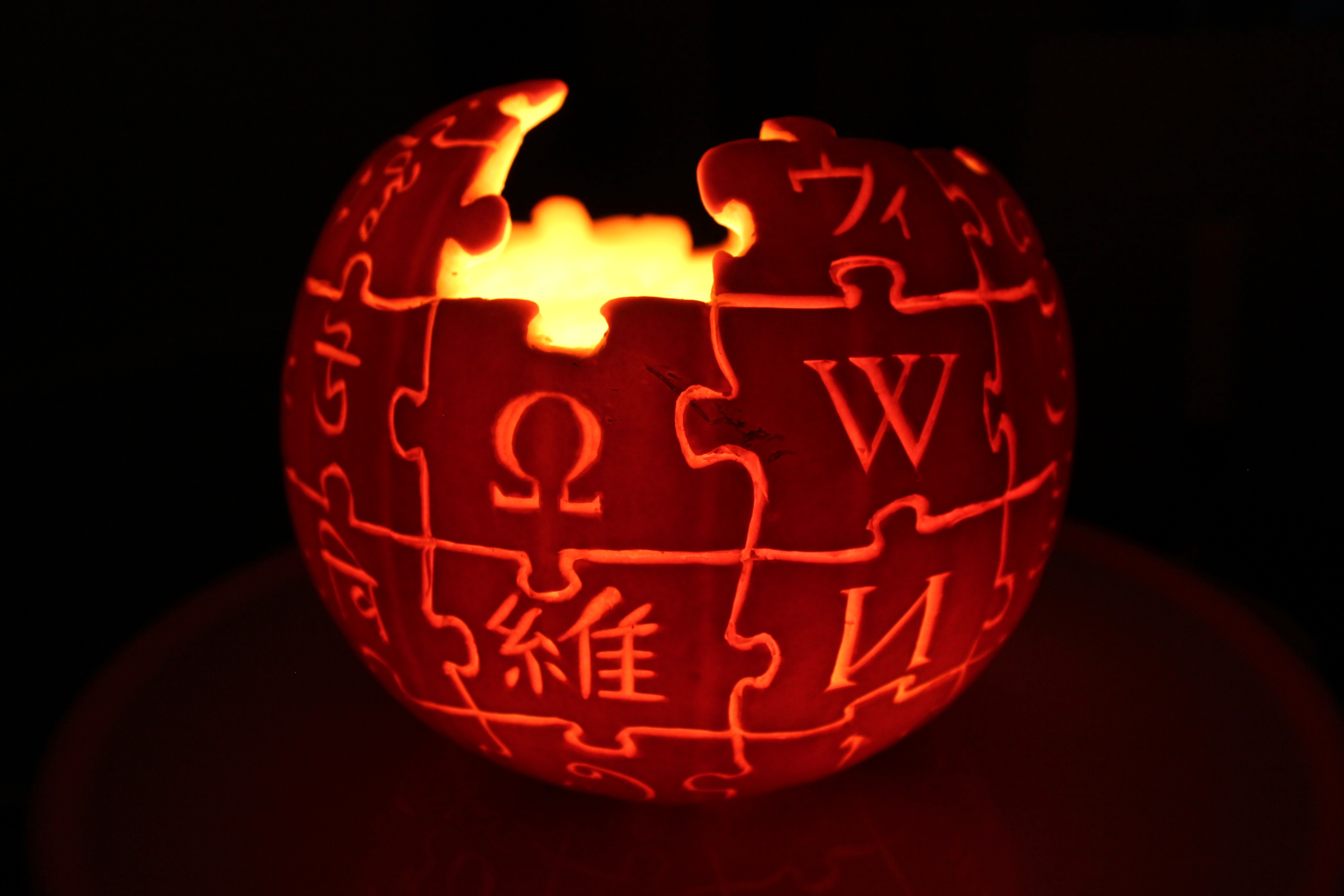
Una carbassa de Halloween amb la forma del logotip de la Viquipèdia.

Una carbassa de Halloween (en anglès, jack-o'-lantern) és una carbassa tallada a mà associada a la festivitat de Halloween. El seu nom en anglès, la traducció literal del qual seria «el fanal de Jack», prové del fenomen natural conegut com a foc follet. Per fer una carbassa de Halloween generalment s'obté una carbassa gegant, se li treu la part superior a manera de tapa, i després s'extreu la polpa del seu interior; sobre la superfície exterior es talla una imatge, generalment una cara monstruosa. Durant la nit es col·loca una espelma encesa al seu interior per crear un efecte lluminós. El terme jack-o'-lantern no és molt comú fora d'Irlanda, encara que sí ho és la pràctica de tallar carbasses per Halloween. La carbassa de Halloween també està molt lligada al costum cèltic del coco.

## Folklore
Existeix un vell relat popular irlandès que parla de Jack, un garrepa però astut granger que va usar una creu per atrapar el diable. Una de les versions explica que Jack va enganyar el diable fent-lo pujar a una pomera, i després va posar ràpidament creus al voltant o va tallar una creu al tronc, perquè el diable no pogués baixar.
Una altra versió del mite diu que Jack estava sent perseguit per alguns vilatans a qui havia robat quan es va trobar amb el diable, que li va dir que havia arribat el moment de la seva mort. No obstant això, el lladre va endarrerir la seva sort temptant el diable a castigar els vilatans que el perseguien al·legant que eren fidels a Déu. Jack li va dir al diable (qui podia adoptar qualsevol forma) que es convertís en una moneda amb què pagaria pels béns robats; després, quan la moneda/diable desaparegués misteriosament, els vilatans es barallarien entre si per esbrinar qui l'havia robada. El diable va accedir a la proposta: es va convertir en una moneda de plata i va saltar al sac que Jack portava, només per trobar-se al costat d'una creu que el lladre també havia robat al llogaret. Jack va tancar bé la bossa i la creu va privar el diable dels seus poders; i així el va atrapar. En tots dos mites, Jack només deixa anar al diable quan aquest accedeix a no endur-se mai la seva ànima. Després d'un temps Jack mor, com qualsevol altre ésser vivent. Per descomptat, la seva vida havia estat massa pecaminosa com per poder entrar al cel; no obstant això, el diable havia promès no endur-se la seva ànima, i així va quedar també fora de l'infern. En aquell moment Jack no tenia on anar. Es va preguntar com podria veure cap a on es dirigia, ja que no tenia cap llum, i el diable li va llançar, a manera de burla, una brasa que mai no deixaria de cremar, ja que era una brasa de foc de l'infern. Jack va buidar un dels seus naps (el seu menjar favorit), va posar la brasa al seu interior i va començar a vagar eternament i sense rumb per tot el món per trobar un lloc on finalment descansar. Llavors va passar a ser conegut com Jack el del Farol (en anglès, Jack-o'-Lantern). El fanal de Jack a Irlanda i Escòcia era un nap tallat amb la suposada cara tenebrosa de Jack, que solien col·locar a les finestres per foragitar el diable i tot esperit maligne de casa seva; al nord d'Espanya també es feien naps i es col·locaven espelmes per marcar-los el camí a les ànimes cap al seu retorn a la llum i descans al costat del déu sol.
La llegenda té diverses versions:
- Algunes inclouen un «home savi i bo», o fins i tot Déu mateix ajudant Jack a prevaldre sobre el diable.
- Hi ha diverses versions de l'acord entre Jack i el diable. Algunes diuen que el tracte era només temporal però el diable, avergonyit i venjatiu, nega l'entrada de Jack a l'infern després que mori.
- Jack és considerat un home cobejós i és rebutjat tant al cel com a l'infern, mentre que al diable ni tan sols se l'esmenta.
- En altres versions, Déu dóna a Jack el nap.
- Una variant afroamericana sosté que Jack, anomenat Gran Setze, aconsegueix matar el diable, sent posteriorment rebutjat a l'infern per la vídua del mateix.

Més enllà del pintoresc d'aquestes llegendes, el terme jack-o'-lantern es va referir originalment a un vigilant nocturn, o home amb fanal, sent conegut el seu ús a partir de mitjans del segle xviii; i més tard es va aplicar al fenomen dels focs fatus. A Labrador i Terranova, els noms Jacky Lantern i Jack the Lantern es refereixen als focs fatus en comptes de a la carbassa tallada.

## Qüestions sobre el seu origen
Per tota Irlanda i la Gran Bretanya hi ha l'antiga tradició de tallar fanals a partir de vegetals, particularment de certes varietats de naps i remolatxes. Però el 1837 va començar a aplicar-se el terme jack-o'-lantern als fanals fets amb vegetals, començant aquests a associar-se específicament a Halloween a partir de 1866. Tot i així, aquesta connexió entre la jack-o'-lantern i Halloween es va originar a Irlanda o a la Gran Bretanya, encara que hi ha nens que celebren aquesta festa sense ser conscients del seu origen o de la seva història.
A més, quan va ser transmesa aquesta tradició als Estats Units i al Canadà, no existia una plantació de naps o remolatxes, però en canvi hi havia un excés de carbasses, per la qual cosa els nord-americans van decidir usar aquesta hortalissa per fer les carbasses de Halloween.
L'historiador David J. Skal va escriure:
Tot i que tot registre modern sobre la festivitat reivindica els fanals tallats en vegetals com un component tradicional de les celebracions de Halloween a les illes britàniques, no es disposa de fonts primàries que ho avalin. De fet, cap dels registres més grans del segle xix de les festivitats i tradicions populars britàniques fan menció alguna de fanals tallats en connexió amb Halloween; ni tampoc ho fa cap documentació estàndard de principis del segle xx.
A França hi ha una tradició similar. Els anomenats guénel, fanals tallats a partir de la remolatxa usats popularment en el défilé des guénels, que se celebra durant el mes de desembre molt a prop del Nadal.
A gairebé tot Espanya s'usaven tradicionalment carbasses tallades amb forma de cara i il·luminades amb espelmes, de vegades també naps, gairebé sempre relacionades amb referències als difunts; es feien servir principalment a la festa de Tots Sants, però de vegades es troben usos sense relació directa amb ella, entre octubre i novembre. Aquestes tradicions han arribat encara vives actualment a algunes localitats aïllades, però la majoria s'han perdut. Es coneix el seu ús a Cantàbria, Galícia i Castella i Lleó, Astúries, Castella-la Manxa, Extremadura, Catalunya o Aragó.  En algun cas han estat recuperades, com la Carbassada de Ripoll. La tradició es pot remuntar per testimonis orals o literaris al segle xix, però no hi ha cites documentals anteriors explícites.
A Sardenya s'ha conservat una tradició similar de carbasses il·luminades el dia de Tots Sants, les conca e mortu, encara que també n'hi ha sense relació amb els difunts: en una altra tradició els nens porten carbasses il·luminades a la festa de Sant Andreu, al final de novembre.
En diverses parts d'Itàlia continental es coneixen també tradicions similars: es troben en el Piemont, la Ligúria, la Campània, el Friül, l'Emília-Romanya, l'alt Laci o la Toscana, on la carbassa era denominada Zozzo.
El fet que aquestes tradicions s'estenguin a la Mediterrània, i en territoris que no van albergar cultures celtes, ha aixecat els dubtes sobre les teories tradicionals sobre el seu origen.
Recentment s'ha suscitat la teoria que aquestes carbasses són les descendents dels fanals sepulcrals romans, llums encesos com a ofrenes a les ànimes vagants dels difunts que es realitzaven en el festival romà dedicat als difunts, les feralia lucem, que seria l'origen del terme erale usat a Itàlia per referir-se als para referirse als fanals (del llatí fero, «oferir»).

## Rècords mundials de talla de carbassa i festivals
Durant molt de temps, la ciutat nord-americana de Keene (Nou Hampshire) va ostentar el rècord mundial de carbasses de Halloween tallades i il·luminades alhora en un mateix lloc. Per batre el rècord, la marca nord-americana Life is Good va participar, juntament amb Camp Sunshine, en un campament per a nens amb malalties greus i les seves famílies. El 15 de setembre de 2005 es va tornar a batre el rècord quan es van encendre simultàniament 30.128 carbasses de Halloween a Boston (Massachusetts, Estats Units).